# 올리비에 은참
쥘 올리비에 은참(프랑스어: Jules Olivier Ntcham, 1996년 2월 9일 ~ )은 쉬페르리그의 삼순스포르에서 공격형 미드필더로 활약하고 있는 카메룬의 프로 축구 선수이다. 프랑스에서 태어난 그는 카메룬 국가대표팀에서 뛰고 있다.
은참은 파리의 남부 교외 롱쥐모에서 태어났고 파리와 그 주변의 수많은 유소년 클럽에서 뛰다가 파리 FC와 르아브르의 유소년 아카데미에 합류했다. 2012년, 16세의 나이로, 은참은 맨체스터 시티의 엘리트 개발 팀에 73만 파운드에 합류했다. 시티의 축구 개발 책임자 파트리크 비에라 아래에서 발전한 은참의 잠재력은 클럽 매니저 마누엘 페예그리니에 의해 주목 받았고, 그는 2015년 시티의 프리시즌 호주 투어에 포함되었다.
시티와 프로 계약을 체결한 후, 은참은 이탈리아 세리에 A의 제노아에서 2시즌 동안 임대되었다. 2017년 7월, 은참은 스코티시 프리미어십의 셀틱과 4년 영구 계약을 맺었다. 그는 2018년 11월 글래스고 클럽과 계약을 연장하여 2022년까지 머물렀다. 2021년 2월, 은참은 프랑스 클럽 마르세유로 임대되었다. 2021년 9월, 음참은 스완지 시티에 합류했다.

## 구단 경력

### 맨체스터 시티
은참은 2012년 맨체스터 시티와 계약을 맺었고, 프랑스 클럽 르아브르에서 100만 유로의 가격으로 입단했다.  2015년 7월, 그는 맨체스터 시티와 5년 계약을 맺었고, 2년 임대로 이탈리아 클럽 제노아에 합류했다.

#### 제노아 임대
2015년 8월 28일, 세리에 A의 제노바는 은참을 영입 옵션과 함께 2년 임대 계약을 맺었다. 2015년 8월 23일, 1-0으로 패한 팔레르모와의 경기에서 데뷔 전을 치렀다. 그의 두 번째 경기는 2-0으로 이긴 엘라스 베로나와의 경기였다.
2016년 8월 21일, 3-1로 이긴 칼리아리와의 두 번째 시즌 개막전에서 은참의 첫 골을 기록했다. 2017년 2월 26일, 그는 1-1로 비긴 볼로냐와의 경기에서 두 번째 골을 넣었다.

### 셀틱
2017년 7월 12일, 은참은 셀틱과 4년 계약을 체결했다. 그는 2017년 8월 11일, 1-0으로 이긴 파틱 시슬과의 경기에서 셀틱에서의 첫 골을 기록했다. 2018년 11월 9일, 22세의 나이로, 그는 2022년까지 셀틱에 머물기 위해 4년 계약을 체결했다.
2019년 11월 7일, 유로파리그 라치오와의 경기에서 결승골을 기록하며 셀틱의 이탈리아 첫 승리에 기여했다.

### 스완지 시티
2021년 9월 1일, 은참은 챔피언십 클럽 스완지 시티에 자유 이적으로 합류했다. 그는 2021년 9월 18일 루턴 타운과의 경기에서 스완지에서의 첫 골을 기록했다.

### 삼순스포르
2023년 8월 7일, 은참은 튀르키예 쉬페르리그의 삼순스포르에 입단했다.

## 국가대표팀 경력
은참은 프랑스에서 카메룬 혈통의 부모에게 태어났다. 그는 다양한 수준의 프랑스 청소년 국가대표였다.
2019년 아프리카 네이션스컵 예선 카보베르데, 르완다와의 경기에서 대기하며 2022년 9월 23일 우즈베키스탄과의 친선 경기에서 카메룬 축구 국가대표팀에 데뷔했다.
2022년 11월 10일, 그는 리고베르 송에 의해 카타르의 2022년 FIFA 월드컵에 출전할 선수로 선정되었다.
2023년 12월 28일, 그는 2023년 아프리카 네이션스컵에 출전할 카메룬 선수 27명의 명단에서 선발되었다.

## 수상
셀틱
- 스코티시 프리미어십 : 2017–18년, 2018–19년[27], 2019–20년[28]
- 스코티시컵 : 2017–18년, 2018–19년
- 스코티시 리그컵 : 2017–18년, 2018–19년, 2019–20년[29]